# Trichotropis migrans
Trichotropis migrans är en snäckart som beskrevs av Dall 1881. Trichotropis migrans ingår i släktet Trichotropis och familjen toppmössor. Inga underarter finns listade i Catalogue of Life.